# Faules d'Isop

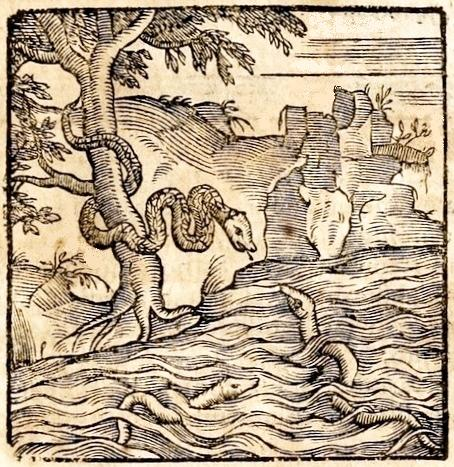
Il·lustració de l'anguila i la serp.

Les faules d'Isop són un conjunt de faules en prosa atribuïdes a Isop, l'escriptor grec que va viure entre el final del segle vii aC i el principi del segle vi aC, probablement originari de la regió de Frígia.

## Origen

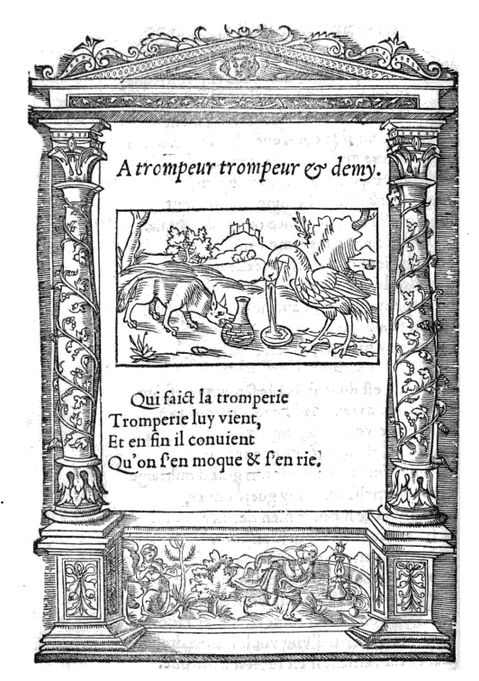
Traducció de 1542 per Gilles Corrozet

Dins de les faules d'Isop s'inclouen aquelles a ell atribuïdes i un grup d'històries que circulaven abans d'ell de manera oral i amb les mateixes característiques
El primer recull de faules d'Isop històricament testificat va ser fet per Demetri de Falèron al segle IV aC, més de dos-cents anys després de la mort d'Isop. Aquest recull es va perdre, però ha donat naixement a innumerables versions. La més important és el recull anomenat Augustana, que compta amb més de 500 faules, totes en prosa. Chambry, la seva edició crítica d'aquest recull, va recollir 358 faules. Algunes són molt populars, com:
- La cigala i la formiga
- El pastor mentider
- El Llop i el Xai
- La Tortuga i la Llebre
- El Llop i el Gos
- El Llop i la Garsa
- La Rata dels Camps i la Rata de Ciutat
- El Corb i la Guineu
- La Guineu i els Raïms.[2]

## Un èxit durable

Aesopus moralisatus, 1485

Les faules d'Isop han inspirat a molts autors que han perfeccionat el gènere durant 2.500 anys, entre ells:
- Fedre, fabulista llatí del segle i.
- Babri, fabulista romà de llengua grega del segle II al segle III.
- Avià, poeta llatí del segle IV.
- Djalâl ad-Dîn Rûmî, místic i poeta persa del segle xiii.
- Maria de França, poeta del segle XII.
- Jean de La Fontaine al segle xvii.
- És una de les primeres obres literàries europees que va ser impresa al Japó, a finals del segle xvi.[3] Una altra traducció al japonès, les Faules de Isoho, fou feta al segle xvii.

## Efecte Isop
De la mateixa manera que a la faula d'Isop, la gent crida «Que ve el llop!» (sobretot els qui volen alertar a algú) i els no crèduls no escolten als qui ho fan. En el cas contrari aquest efecte de manipulabilitat de les creences fou anomenat "efecte Isop" pel sociòleg Gérald Bronner.